# Ored Andersson
Ored Andersson, född 12 juli 1820 i Elmhult, Svensköps socken, i nuvarande Hörby kommun, Malmöhus län, död 8 januari 1910 i Linderöds församling, Kristianstads län, var en svensk folkmusiker. Han kallades Ored Speleman och spelade fiol, flöjt och violoncell.

## Biografi
Ored lärde sig spela av sin 18 år äldre bror Nils, efter vilken han hade en stor mängd noter. Ored var dock under ett tjugotal år blind men återfick synen efter en operation.
Då Kulturhistoriska föreningen 1886 anordnade den skånska textilutställningen i Köpenhamn var Ored värd i Gärdsstugan och framträdde på sin fiol.
Om Ored Speleman skrev Kulturens grundare Georg J:son Karlin:
| ” | När Kulturhistoriska föreningen år 1886 med den skånska textilutställningen i Köpenhamn, slog sitt första slag för den svenska konstslöjden, var Ored värd i Gärdsstugan och här fick han draga sin fejla även för furstar, kungar och väldigheter. Månaden i Köpenhamn blev nog glansperioden i Oreds liv. | „ |

Ored Speleman fick 3:e pris, 20 kr, vid spelmanstävlingen i Lund 1907.

På Ored Spelemans gravsten står det: Musikanten Ored Andersson född 12/7 1820 död 8/1 1910. Vänner reste stenen.  I Linderöd finns Ored Spelemans Väg.